# 刺叶高山栎
刺叶高山栎（学名：Quercus spinosa）为壳斗科栎属的植物。分布在台湾岛、缅甸以及中国大陆的江西、甘肃、四川、陕西、贵州、湖北、云南、福建等地，生长于海拔900米至3,000米的地区，见于山坡、生境、山谷森林中及岩石裸露的峭壁上，目前尚未由人工引种栽培。

## 别名
铁橡树（中国树木分类学）

## 异名
- Quercus spinosa David var. miyabei Hayata
- Quercus spinosa David var. miyabei Hayata f. rugosa (Masamune) Liao
- Quercus spinosa David var. miyabei Hayata f. tatakaensis (Tomiya) Liao